# サン・ピエトロ・イン・チェッロ
サン・ピエトロ・イン・チェッロ（伊: San Pietro in Cerro）は、イタリア共和国エミリア＝ロマーニャ州ピアチェンツァ県にある、人口約800人の基礎自治体（コムーネ）。

## 地理

### 位置・広がり

#### 隣接コムーネ
隣接するコムーネは以下の通り。
- カオルソ
- コルテマッジョーレ
- モンティチェッリ・ドンジーナ
- ヴィッラノーヴァ・スッラルダ

### 気候分類・地震分類
サン・ピエトロ・イン・チェッロにおけるイタリアの気候分類 (it) および度日は、zona E, 2513 GGである。
また、イタリアの地震リスク階級 (it) では、zona 3 (sismicità bassa) に分類される。

## 主な出身者
- ヴィットーリオ・クルトーニ - SF作家